# 3923-as busz
A 3923-as jelzésű autóbuszvonal egy Sátoraljaújhelyről Sárospatakra közlekedő helyközi járat, amelyet a Volánbusz Zrt. üzemeltet munkanapokon, Lácacséke és Cigánd érintésével.

## Útvonala
Sátoraljaújhely vasútállomásról indul. Először érinti a Hősök terét, aztán az Ipartelep úton és a Prec-Cast cég felé hagyja el a várost. Első település Alsóberecki, melyet egy kitérés követ Bodroghalomra. A szlovák határ mentén haladva Karos következik, majd a szomszédos Karcsa és Pácin, mely határátkelővel is rendelkezik. A vonal 40. kilométerénél érkezik Nagyrozvágyra és a vele összenőtt Kisrozvágyra, nem sokkal később a 3807-es mellékúton Semjén jön. Ezúttal Lácacsékére tér be, melyet délnyugati irányban Ricse kísér, miután átkelt a busz a Ricse-főcsatornán. Útvonala során az első város Cigánd, 5 perccel később Tiszacsermely helyezkedik el. Nagyhomok után a Tisza partjához robog, Tiszakarádra. Hátralevő 26 kilométerében mindössze tanyák vannak, illetve puszta a terület nagy része. A vonal 108. kilométerénél éri el Sárospatak városát, míg a 37-es főúton 15 kilométer választja el egymástól a két járásközpontot. A vasútállomáson végállomásozik.
Ellentétes irányban nem közlekedik.

## Közlekedése
Munkanapokon mindössze egyetlen indítása van egy irányban. Éveken keresztül Ricséről volt még egy járat Sátoraljaújhelyre is. Vasúti csatlakozása van Sátoraljaújhely vasútállomáson Miskolc felől. Útvonala egy része a 3880-as és a 3925-ös buszokéval megegyezik.
| Útvonal                                | Indításszáma | Közlekedési rend |
| -------------------------------------- | ------------ | ---------------- |
| Sátoraljaújhely, vá. ➝ Sárospatak, vá. | 1 oda        | munkanapokon     |

## Megállóhelyei
| 0  | Sátoraljaújhely, vasútállomás végállomás | 0.0 km   | 1449 3729, 3870, 3881, 3900, 3901, 3903, 3907, 3909, 3919, 3920, 3925, 3929, 3930 Füzér InterCity, Zemplén InterCity, személyvonat – Sátoraljaújhely [80.]                                |
| 1  | Sátoraljaújhely, Kossuth utca 33.        | 0.5 km   | 1449 3870, 3871, 3900, 3901, 3903, 3907, 3909, 3919, 3920, 3924, 3925, 3929, 3930 |
| 2  | Sátoraljaújhely, Hősök tere              | 0.9 km   | 1449 3870, 3871, 3900, 3901, 3903, 3907, 3909, 3919, 3920, 3924, 3925, 3929, 3930 |
| 3  | Sátoraljaújhely, Ipartelep út            | 2.9 km   | 3900, 3901, 3903, 3907, 3919, 3920, 3925, 3929 |
| 4  | Sátoraljaújhely, Prec-Cast               | 3.1 km   | 3900, 3901, 3903, 3907, 3919, 3920, 3925, 3929 |
| 5  | Felsőberecki rév                         | 6.6 km   | 3919, 3920, 3924, 3925 |
| 6  | Alsóberecki, Petőfi utca                 | 8.6 km   | 3919, 3920, 3924, 3925 |
| 7  | Alsóberecki, autóbusz-váróterem          | 9.6 km   | 3919, 3920, 3924, 3925 |
| 8  | Alsóberecki, Kossuth utca                | 10.4 km  | 3920, 3924, 3925 |
| 9  | Bodroghalmi elágazás                     | 12.2 km  | 3872, 3873, 3875, 3920, 3924, 3925 |
| 10 | Bodroghalom, felső                       | 13.9 km  | 3872, 3873, 3875, 3920, 3925 |
| 11 | Bodroghalom, temető                      | 14.7 km  | 3872, 3873, 3875, 3920, 3925 |
| 12 | Bodroghalom, községháza                  | 15.2 km  | 3872, 3873, 3875, 3920, 3925 |
| 13 | Bodroghalom, Szabadság utca 45.          | 15.9 km  | 3872, 3873, 3875, 3920, 3925 |
| 14 | Bodroghalom, alsó                        | 16.7 km  | 3872, 3873, 3875, 3920, 3925 |
| 15 | Bodroghalom, Szabadság utca 45.          | 17.5 km  | 3872, 3873, 3875, 3920, 3925 |
| 16 | Bodroghalom, községháza                  | 18.2 km  | 3872, 3873, 3875, 3920, 3925 |
| 17 | Bodroghalom, temető                      | 18.7 km  | 3872, 3873, 3875, 3920, 3925 |
| 18 | Bodroghalom, felső                       | 19.5 km  | 3872, 3873, 3875, 3920, 3925 |
| 19 | Bodroghalmi elágazás                     | 21.2 km  | 3872, 3873, 3875, 3920, 3924, 3925 |
| 20 | Karos, nemzeti emlékpark                 | 22.0 km  | 3872, 3873, 3920, 3924, 3925 |
| 21 | Karos, autóbusz-váróterem                | 23.5 km  | 3872, 3873, 3920, 3924, 3925 |
| 22 | Karos, felső bejárati út                 | 24.3 km  | 3872, 3873, 3920, 3924, 3925 |
| 23 | Becskedtanya                             | 26.8 km  | 3872, 3873, 3920, 3924, 3925 |
| 24 | Karcsa, takarékszövetkezet               | 28.2 km  | 3872, 3873, 3920, 3924, 3925 |
| 25 | Karcsa, községháza                       | 28.7 km  | 3872, 3873, 3920, 3924, 3925 |
| 26 | Karcsa, Kossuth utca                     | 29.5 km  | 3872, 3873, 3920, 3924, 3925 |
| 27 | Pácin, Köböltó utca 14.                  | 31.8 km  | 3872, 3873, 3920, 3924, 3925 |
| 28 | Pácin, várkastély                        | 32.4 km  | 3872, 3873, 3920, 3924, 3925 |
| 29 | Pácin, posta                             | 33.2 km  | 3872, 3873, 3920, 3924, 3925 |
| 30 | Pácin, Mogyorósi utca                    | 34.3 km  | 3872, 3873, 3920, 3924, 3925 |
| 31 | Cigándi útelágazás                       | 36.2 km  | 3872, 3873, 3920, 3924, 3925 |
| 32 | Kisbelsőtanya                            | 38.1 km  | 3872, 3873, 3920, 3924, 3925 |
| 33 | Nagyrozvágy, autóbusz-váróterem          | 39.8 km  | 3872, 3873, 3920, 3924, 3925 |
| 34 | Nagyrozvágy, községháza                  | 40.2 km  | 3872, 3873, 3920, 3924, 3925 |
| 35 | Kisrozvágy, vegyesbolt                   | 41.3 km  | 3872, 3873, 3920, 3924, 3925 |
| 36 | Semjén, újfalu                           | 43.5 km  | 3872, 3873, 3924, 3925 |
| 37 | Semjén, Ady Endre utca 16.               | 44.0 km  | 3872, 3873, 3924, 3925 |
| 38 | Semjén, ricsei elágazás                  | 44.8 km  | 3872, 3873, 3877, 3879, 3924, 3925 |
| 39 | Semjén, felső                            | 45.3 km  | 3873, 3877, 3879, 3925 |
| 40 | Lácacséke, tűzoltószertár                | 46.2 km  | 3873, 3877, 3879, 3925 |
| 41 | Lácacséke, községháza                    | 47.6 km  | 3873, 3877, 3879, 3925 |
| 42 | Lácacséke, tűzoltószertár                | 49.0 km  | 3873, 3877, 3879, 3925 |
| 43 | Semjén, felső                            | 49.9 km  | 3873, 3877, 3879, 3925 |
| 44 | Semjén, ricsei elágazás                  | 50.4 km  | 3872, 3873, 3877, 3879, 3924, 3925 |
| 45 | Semjén, Rákóczi utca 4.                  | 50.7 km  | 3872, 3873, 3877, 3879, 3924, 3925 |
| 46 | Ricse, újtelep                           | 51.3 km  | 3872, 3873, 3877, 3879, 3924, 3925 |
| 47 | Ricse, óvoda                             | 51.9 km  | 3872, 3873, 3877, 3879, 3924, 3925 |
| 48 | Ricse, vegyesbolt                        | 52.8 km  | 3872, 3873, 3877, 3878, 3879, 3887, 3924, 3925 |
| 49 | Ricse, szociális otthon                  | 53.3 km  | 3872, 3877, 3878, 3879, 3887, 3924, 3925 |
| 50 | Ricse, Vasút utca 54.                    | 54.2 km  | 3877, 3878, 3879, 3887 |
| 51 | Budahomok                                | 56.0 km  | 3877, 3878, 3879, 3887 |
| 52 | Ricsei útelágazás                        | 60.5 km  | 3877, 3878, 3879, 3887, 3888 |
| 53 | Branyiczkitanya                          | 62.1 km  | 3877, 3878, 3879, 3887, 3888 |
| 54 | Cigánd, szabadidőközpont                 | 63.7 km  | 3877, 3878, 3879, 3880, 3887, 3888, 3920 |
| 55 | Cigánd, Árpád utca                       | 64.5 km  | 3878, 3879, 3880, 3888 |
| 56 | Cigánd, Felszabadulás utca               | 65.3 km  | 3878, 3879, 3880, 3888 |
| 57 | Erzsébettanya bejárati út                | 67.2 km  | 3878, 3879, 3880, 3888 |
| 58 | Határszél                                | 69.4 km  | 3878, 3879, 3880, 3888 |
| 59 | Tiszacsermely, Arany János utca 10.      | 70.1 km  | 3878, 3879, 3880, 3888 |
| 60 | Tiszacsermely, autóbusz-váróterem        | 71.5 km  | 3878, 3879, 3880, 3888 |
| 61 | Tiszacsermely, Kossuth utca 8.           | 72.5 km  | 3878, 3879, 3880, 3888 |
| 62 | Nagyhomok, autóbusz-váróterem            | 78.1 km  | 3878, 3879, 3880, 3888 |
| 63 | Tiszakarádi elágazás                     | 78.5 km  | 3878, 3879, 3880, 3888, 3920 |
| 64 | Kishomok, termelőszövetkezet major       | 79.9 km  | 3879, 3880, 3888, 3920 |
| 65 | Tiszakarád, malom                        | 82.5 km  | 3879, 3880, 3888, 3920 |
| 66 | Tiszakarád, Rákóczi utca 71.             | 83.1 km  | 3879, 3880, 3888, 3920 |
| 67 | Tiszakarád, Budai Nagy Antal utca 5.     | 84.6 km  | 3879, 3880, 3888, 3920 |
| 68 | Tiszakarád, Dózsa tér                    | 85.7 km  | 3879, 3880, 3888, 3920 |
| 69 | Tiszakarád, Budai Nagy Antal utca 5.     | 86.8 km  | 3879, 3880, 3888, 3920 |
| 70 | Tiszakarád, Rákóczi utca 71.             | 88.3 km  | 3879, 3880, 3888, 3920 |
| 71 | Tiszakarád, malom                        | 88.9 km  | 3879, 3880, 3888, 3920 |
| 72 | Kishomok, termelőszövetkezet major       | 91.5 km  | 3879, 3880, 3888, 3920 |
| 73 | Tiszakarádi elágazás                     | 92.9 km  | 3878, 3879, 3880, 3888, 3920 |
| 74 | Dorkótanyai elágazás                     | 96.9 km  | 3878, 3879, 3880, 3888 |
| 75 | Sirálytanya                              | 99.8 km  | 3878, 3879, 3880, 3888 |
| 76 | Páterhomok, vegyesbolt                   | 101.1 km | 3878, 3879, 3880, 3888 |
| 77 | Halászhomoki elágazás                    | 104.4 km | 3872, 3873, 3875, 3878, 3879, 3880, 3888 |
| 78 | Sárospatak, téglagyár                    | 106.5 km | 3872, 3873, 3875, 3878, 3879, 3880, 3888 |
| 79 | Sárospatak, Bodrog Áruház                | 108.1 km | 1449 3729, 3869, 3872, 3873, 3875, 3878, 3879, 3880, 3881, 3882, 3883, 3884, 3885, 3886, 3888, 3889                                                                                       |
| 80 | Sárospatak, vasútállomás végállomás      | 109.1 km | 1449 3729, 3869, 3870, 3871, 3872, 3873, 3875, 3878, 3879, 3880, 3881, 3882, 3883, 3884, 3885, 3886, 3888, 3889, 3930 Füzér InterCity, Zemplén InterCity, személyvonat – Sárospatak [80.] |